# پیدونگ یانگ
پیدونگ یانگ شیمیدان، دانشمند و تاجر چینی است. او در حال حاضر استاد دانشگاه کالیفرنیا و عضو آکادمی علوم و هنر آمریکا است. او در دانشگاه کالیفرنیا استاد شیمی و علم مواد است. یانگ به دلیل کارش در سنتز و خصوصیات نانو ساختار شناخته شده‌است. وی نفر اول رنک علم مواد بر اساس رتبه‌بندی Citation impact است. گروه تحقیقاتی او سنتز نانومواد و خواص الکترونیکی و نوری آنها را مطالعه می‌کند. او همچنین رئیس گروه در مرکز مشترک فتوسنتز مصنوعی، دانشمند ارشد دانشکده در آزمایشگاه ملی لارنس برکلی و معاون مرکز سیستم‌های نانومکانیکی یکپارچه است. او یکی از سردبیران مجله انجمن شیمی آمریکا است.

## زندگی‌نامه
یانگ در سال ۱۹۷۱ در سوژو چین به دنیا آمد، شهری که به دلیل کانال‌های فراوانش ونیز شرق نامیده می‌شود. یانگ فرزند یک پزشک و یک معلم است.
او در شیمی و ریاضیات عالی بود و در نهایت شیمی را به عنوان گرایش انتخاب کرد و سال ۱۹۸۸ وارد دانشگاه علم و صنعت چین شد و مدرک لیسانس شیمی را در این دانشگاه گرفت.
یانگ در سال دوم کارشناسی به آزمایشگاه کیان که ابررساناهای با دمای بالا را مطالعه می‌کرد، پیوست. یانگ می‌گوید: «من شیفته شیمی مواد حالت جامد این ابررساناهای دما بالا بودم. سال‌ها کار یانگ در آزمایشگاه کیان مسیر برنامه تحقیقاتی در شیمی حالت جامد و مهندسی مواد را تعیین کرد که تا امروز ادامه دارد.
یانگ برای تحصیلات تکمیلی دانشگاه هاروارد را انتخاب کرد، تا حدی به این دلیل که چارلز لیبر، شیمیدانی که مشاور فارغ‌التحصیل یانگ می‌شد، یکی از اعضای هیئت علمی بود. در آن زمان، در سال ۱۹۹۳، لیبر مشغول مطالعه ابررساناهای با دمای بالا بود. بسیاری از دانش‌آموزان لیبر روی باکمینسترفولرن (کره‌های ۶۰ کربنی) و نانولوله‌های کربنی کار می‌کردند که هر دو ساختار از ورقه‌های کربن به ضخامت یک اتم ساخته شده بودند. لیبر و یانگ روش متفاوتی را انتخاب کردند. آنها فکر کردند، اگر اتم‌های کربن بتوانند چنین ساختارهایی را تشکیل دهند، آیا سایر عناصر جدول تناوبی هم می‌تواند این ساختارها را تشکیل دهند؟ آزمایش‌های آنها در پاسخ به این سؤال منجر به توسعه نانوسیم‌های نیمه هادی شد. نانوسیم‌ها معمولاً بین ۱ تا ۱۰۰ نانومتر قطر دارند که ۱۰۰۰ برابر کوچکتر از موی انسان است و در تصاویر میکروسکوپ الکترونی، نانوسیم‌های ساخته شده از مواد مختلف، از جمله سیلیکون، اکسیدها و نیتریدها، به شکل‌های مختلفی شبیه سوزن، تار مو هستند. یانگ دربارهٔ این نانوسیم‌ها می‌گوید: «لحظه‌ای که نیمه‌رسانا را به این رشته تبدیل می‌کنید، خواص شیمیایی و خواص فیزیکی آن‌ها تغییر می‌کند. این چیزی است که ما دنبال آن بودیم.» کاربردهای بالقوه نانوسیم‌های تک کریستالی واقعاً چشمگیر است و در فناوری نانو محاسباتی، مخابرات، سنجش طیف‌سنجی، انرژی‌های تجدیدپذیر، و علوم زیستی کاربرد دارد. این گستردگی کاربرد به‌طور طبیعی نیازمند یک جامعه چند رشته‌ای است که شامل دانشمندان مواد، شیمی‌دانان، مهندسان، فیزیکدانان و میکروبیولوژیست‌ها است.
این زوج در سال ۱۹۹۹ حق اختراع نانومیله‌های اکسید فلزی را دریافت کردند و زمانی که یانگ از هاروارد فارغ‌التحصیل شد و دکتری گرفت، او و لیبر با موفقیت اتصالات بین نانوسیم‌های سیلیکونی و نانولوله‌های کربنی را ایجاد کردند.
یانگ با الهام از خلاقیت و انگیزه لیبر برای دنبال کردن ایده‌های جدید، تصمیم گرفت تحقیقات خود در زمینه نانوسیم را برای دوره فوق دکتری خود متوقف کند و مدتی را در یک زمینه کاملاً نامرتبط بگذراندو به آزمایشگاه گالن استاکی در دانشگاه کالیفرنیا، سانتا باربارا جایی که استاکی روی خودآرایی مواد متخلخل در محلول کار می‌کرد، پیوست. یانگ در دانشگاه کالیفرنیا با همکار محقق فوق دکتری Zhao، مواد SBA-15 و SBA-16 با سطح بالا را توسعه داد که اکنون به عنوان مواد مزوپور یا ساختارهای سیلیسی با منافذ بین ۲ تا ۵۰ نانومتر طبقه‌بندی می‌شوند. اگرچه دوره فوق دکتری یانگ فقط ۱۶ ماه به طول انجامید، او و همکارانش در این دوران چندین مقاله در مورد مواد جدید منتشر کردند و یانگ دربارهٔ نتایج تحقیقاتی خود در مدت زمان نسبتاً کوتاهی می‌گوید: «تا حدی به این دلیل است که در آن زمان موضوع بسیار هیجان انگیز بود."»

یانگ با تجربه نانوسیم و سوابق انتشار قوی خود، چندین پیشنهاد شغلی دریافت کرد و در نهایت در سال ۱۹۹۹ پیشنهادی از سوی دانشگاه کالیفرنیا، برکلی را پذیرفت. یانگ در سال‌های اولیه‌اش در برکلی، خواص نوری نانوسیم‌ها را بررسی کرد. از آنجایی که ترکیب، طول، قطر و چگالی نانوسیم‌ها بسیار قابل تنظیم هستند، نانوسیم‌ها می‌توانند طیف خیره کننده ای از عملکردهای نوری را انجام دهند. نانوسیم‌ها به عنوان جاذب نور می‌توانند به عنوان آشکارسازهای نوری، حسگرهای شیمیایی و سلول‌های خورشیدی عمل کنند. به عنوان ساطع کننده نور، آنها می‌توانند به عنوان دیودهای ساطع کننده نور، موجبرهای فوتون و لیزر عمل کنند. 

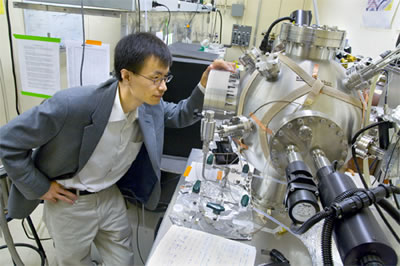

گروه یانگ همچنین کاربردهای ترموالکتریک نانوسیم‌ها را بررسی کردند. ژنراتورهای ترموالکتریک به هیچ قطعه متحرکی برای تولید الکتریسیته نیاز ندارند، تنها به اختلاف دمای شدید بین صفحات گرم و سرد، همراه با مواد ترموالکتریک مناسب، نیاز دارند. در مقیاس مناسب، چنین ژنراتورهایی می‌توانند گرمای هدر رفته از بسیاری از فرآیندهای صنعتی را به برق بازیافت کنند.

## حرفه
یانگ بیش از ۲۰۰ مقاله تألیف کرده‌است. یکی از برجسته‌ترین مقالات او، «نانولیزرهای نانوسیم فرابنفش دمای اتاق» در سال ۲۰۰۱ در ساینس منتشر شد. در سال ۲۰۱۰، یانگ به عنوان برترین دانشمند مواد و در بین ۱۰ شیمیدان برتر دهه ۲۰۰۰–۲۰۱۰ توسط تامسون رویترز انتخاب شد. او به عنوان یکی از رهبران مرکز مشترک فتوسنتز مصنوعی، مرکز نوآوری انرژی DOE است که این عنوان در سال ۲۰۱۰ به وی اعطا شد و در این مرکز او فعالیت‌ها برای توسعه موادی که از نور خورشید برای تبدیل آب به سوخت استفاده می‌کنند را هماهنگ می‌کند.
در سال ۲۰۰۹ یانگ و مت اسکالین عضو سابق تیم پروژه ترموالکتریک آلفابت، عرضه ژنراتورهای ترموالکتریک مبتنی بر نانوسیم‌ها را راه اندازی کردند. اسکالین مدیرعامل این شرکت است که در حال حاضر چندین محصول ترموالکتریک در این شرکت به فروش می‌رسد که می‌تواند تا ۲٫۵٪ از برق مورد استفاده را از گرمای اتلافی بازیابی کند. ژنراتورها به جریان اگزوز در کارخانه‌ها، میادین نفتی و سایر فرآیندهای صنعتی متصل می‌شوند و از گرمای خروجی اگزوز برای تولید برق استفاده می‌کنند و مصرف برق و انتشار کربن را کاهش می‌دهند.
یانگ همچنین در حال بازگشت به میهن خود است تا به فرهنگ آموزشی کمک کند که او را به سمت علم کشاند. یانگ با همکاری با مقامات دانشگاهی در چین که اخیراً افتتاح شده‌است، در استخدام و بررسی اعضای هیئت علمی در اولین دانشگاه کاملاً شغلی در چین کمک می‌کند. یانگ می‌گوید هدف، تشویق تحقیقات اولیه و اساسی‌تر در کشوری با هزاران دانشگاه و میلیون‌ها دانشجو است.

### سرمایه‌گذاری‌های تجاری
او یکی از بنیانگذاران هیئت مشاوره علمی در شرکت نانو مواد Nanosys بود و همچنین بنیانگذار Alphabet Energy بامتیو اسکالین است. او با همسرش می و دخترشان راشل زندگی می‌کند.

## جوایز
- جایزه هیئت علمی جدید بنیاد کامیل و هنری دریفوس (۱۹۹۹)
- جایزه شغلی بنیاد ملی علوم (۲۰۰۱)
- جایزه هیئت علمی خانواده هلمن (۲۰۰۱)
- جایزه شیمی حالت جامد (۲۰۰۱)
- جایزه محققین جوان بکمن (۲۰۰۲)
- اولین رئیس انجمن شیمی آمریکا، زیربخش علوم نانو (۲۰۰۳)
- جایزه معلم و محقق کامیل دریفوس (۲۰۰۴)
- جایزه پروفسور جوان دوپون (۲۰۰۴)
- جایزه جولیوس اسپرینگ برای فیزیک کاربردی (۲۰۰۴)
- جایزه پژوهشگر جوان برجسته انجمن تحقیقات مواد (۲۰۰۴)
- جایزه پژوهشگر جوان برجسته انجمن تحقیقات مواد (۲۰۰۴)
- جایزه بنیاد ملی علوم (۲۰۰۷)
- جایزه جهانی انرژی (۲۰۲۰)